# (1870) Glauco
(1870) Glauco es un asteroide que forma parte de los asteroides troyanos de Júpiter y fue descubierto por Ingrid van Houten-Groeneveld, Cornelis Johannes van Houten y Tom Gehrels el 24 de marzo de 1971 desde el observatorio del Monte Palomar, Estados Unidos.

## Designación y nombre
Glauco recibió inicialmente la designación de 1971 FE.
Posteriormente se nombró por Glauco, un personaje de la mitología griega.

## Características orbitales
Glauco está situado a una distancia media del Sol de 5,249 ua, pudiendo alejarse hasta 5,418 ua y acercarse hasta 5,081 ua. Tiene una excentricidad de 0,03201 y una inclinación orbital de 6,576°. Emplea 4393 días en completar una órbita alrededor del Sol.